# Andreas Wagner (Fußballspieler)
Andreas Wagner (* 9. März 1957 in Hamburg) ist ein ehemaliger deutscher Fußballspieler, der u. a. beim VfL Osnabrück in der 2. Fußball-Bundesliga und im DFB-Pokal als Stürmer aktiv war.

## Karriere
In seiner Jugend spielte Andreas Wagner für die Hamburger Turnerschaft und in der A Jugend Leistungsklasse des FC Wacker04 danachFC St. Pauli. Seine Lehre als Verkäufer gab er mit seinem Wechsel zum FC St. Pauli auf. Von 1976 bis 1978 spielte er in der Mannschaft von SC Concordia Hamburg in der drittklassigen Amateur-Oberliga Nord. Im Juli 1978 wechselte der Hamburger zum VfL Osnabrück in die 2. Fußball-Bundesliga, für welchen er bis zu seinem Abschied im November 1979 in 48 Spielen 15 Tore schoss. Aufsehen erregte er mit seinen drei Treffern in der zweiten Runde des DFB-Pokals am 23. September 1978, als der VfL den hoch favorisierten FC Bayern München im Olympiastadion München mit 5:4 besiegte.
Am 16. November 1979 kam er bei einer 2:3-Niederlage gegen den SC Herford noch einmal für 15 Minuten für den VfL zum Einsatz und wechselte danach nach Belgien zum dortigen Erstligaaufsteiger Cercle Brügge. Dort blieb er ein halbes Jahr und erzielte in zwölf Ligapartien drei Treffer. Cercle schloss die Saison auf einem sicheren zehnten Platz ab. Wagner kehrte nach Hamburg zurück, wo er sich noch einmal für zwei Jahre dem in der drittklassigen Amateur-Oberliga Nord spielenden SC Concordia anschloss, ehe er 1982 zu Altona 93 weiterzog. Danach spielte er beim Willinghusener SC in der Kreisliga. Als Trainer betreute er Mitte der 1990er Jahre den SV St. Georg (Bezirksliga). Diese Tätigkeit endete 1996.
Andreas Wagner hat zwei Kinder, Yvonne (* 1979) und Tom (* 1980), der ebenfalls Fußballer beim SC Concordia Hamburg war.